# 위올리브복합체
위올리브복합체 (superior olivary complex, SOC, 상올리브복합체, superior olivary nucleus, 위올리브핵, 상올리브핵) 또는 위올리브(superior olive)는 뇌교에 위치한 뇌간 핵의 집합체로 청각의 다양한 측면에서 기능하며 청각 시스템의 오름 청각 경로 및 내림 청각 경로의 중요한 구성 요소이다. SOC는 마름섬유체(trapezoid body, 능형체)와 밀접하게 관련되어 있다: SOC의 대부분의 세포 그룹은 이 축삭 다발의 등쪽(영장류의 후방)에 있는 반면 다수의 세포 그룹은 마름섬유체에 내장되어 있다. 전반적으로 SOC는 박쥐와 설치류에서 가장 크고 영장류에서 더 작은 종간 변이를 나타낸다.

## 같이 보기
- 가쪽무릎핵
- 안쪽무릎핵
- 올리브체 (Olivary body)
- 아래올리브핵 (inferior olivary nucleus, 하올리브핵)
- 시상상부